# Tony Eccles
Tony Eccles (* 8. Januar 1970 in Middlesbrough, England) ist ein ehemaliger englischer Dartspieler, der sowohl bei der BDO als auch bei der PDC unter Vertrag stand. Sein Spitzname lautete The Viper und er benutzte „Rock This Party“ von Bob Sinclar als seine Einlaufmusik.

## Karriere

### Anfänge bei der BDO
Zum ersten Mal qualifizierte Eccles sich 2002 für die Weltmeisterschaft der BDO, verlor allerdings sowohl 2002 als auch 2003 und 2004 jeweils in der ersten Runde (2002 gegen Wayne Jones, 2003 gegen Erik Clarys und 2004 gegen John Walton). Erst im Jahr 2005 gewann er sein erstes Match bei einer BDO-Weltmeisterschaft. In der ersten Runde besiegte er den Australier Tony David mit 3:2, unterlag dann jedoch Vincent van der Voort mit 1:3. Im Jahr 2006 unterlag er dann wieder in der ersten Runde, dieses Mal dem Dänen Per Laursen 2:3. 2007 folgte dann aber sein bester Auftritt bei einer BDO-Weltmeisterschaft. Nach Siegen gegen Mark Webster (3:0) und Shaun Greatbatch (4:0) verlor er erst gegen Mervyn King im Viertelfinale knapp mit 4:5. Zunächst ging Eccles mit 3:0 in Führung, gab dann jedoch vier Sätze in Folge ab und gewann den achten Satz, um den entscheidenden neunten Satz zu erzwingen, verlor diesen jedoch.
Eccles konnte allerdings abseits der Kameras einige Turniere der BDO gewinnen. Im Jahr 2005 gewann er die Dutch Open, die England Open, sowie die Sweden Open. Den Titel der Sweden Open konnte er 2006 erfolgreich verteidigen und gewann zudem die Norway Open. Aufgrund dieser Resultate stieg er in der Weltrangliste auf und wurde deswegen für die Weltmeisterschaft 2006 an Position fünf gesetzt. Im Jahr 2007 wurde er schließlich auf Platz vier gesetzt. Im April 2007 gewann er dann erneut die Norway Open.

### Wechsel zur PDC
Am Nachmittag der UK Open im Juni 2007 gab Eccles bekannt, dass er zum konkurrierenden Dartsverband, der PDC, wechseln würde. Zu diesem Zeitpunkt war er die Nummer zwei der Weltrangliste der WDF und Vierter der BDO. Nach seinem Wechsel begann er seine Karriere bei der PDC auf Platz 151 der PDC Order of Merit. Bei seiner ersten PDC-Weltmeisterschaft 2008 erreichte er auf Anhieb das Achtelfinale, wo er jedoch mit 3:4 gegen Adrian Lewis verlor. Bei der Weltmeisterschaft 2009 wurde er an Position 30 gesetzt und spielte in der ersten Runde gegen den Niederländer Remco van Eijden, der selbst kurz zuvor zur PDC gewechselt war. Zunächst ging Eccles mit 2:0 in Führung, allerdings glich van Eijden aus, bevor Eccles schließlich mit 3:2 gewinnen konnte. In der zweiten Runde unterlag er dann dem an drei gesetzten Engländer James Wade mit 2:4.
Auch bei der Weltmeisterschaft 2010 war er gesetzt. Bei dieser Auflage an Position 31, musste aber in seinem Erstrundenmatch Brendan Dolan den Vortritt lassen und verlor mit 1:3 gegen den Nordiren.

### Rückkehr zur BDO
Nach einer Verletzung und durchschnittlichen Leistungen auf der Bühne, kehrte Eccles zur BDO zurück.
Wegen seines Wechsels zur PDC und seiner Rückkehr zur BDO waren die Fans Eccles gegenüber nicht freundlich gesinnt. Jedoch konnte er sich für die BDO-Weltmeisterschaft 2013 qualifizieren und spielte in der ersten Runde gegen Geert De Vos. Zunächst gewann er die ersten fünf Legs und hatte drei Satzdarts, um mit 2:0 in den Sätzen in Führung zu gehen, am Ende verlor er dann jedoch mit 2:3 Sätzen. Aufgrund dieses Auftritts gewann Eccles viele Fans der BDO wieder zurück und seine Niederlage wurde von ihnen als unglücklich angesehen.

## Straftat und Verurteilung
2014 wurde Eccles vorgeworfen, ein minderjähriges Mädchen mehrfach vergewaltigt und belästigt zu haben. Die Straftaten sollen sich 2003 oder 2004 zugetragen haben. Eccles wurde dafür zu 16 Jahren Haft verurteilt.

## Weltmeisterschaftsresultate

### BDO
- 2002: 1. Runde (2:3-Niederlage gegen  Wayne Jones)
- 2003: 1. Runde (1:3-Niederlage gegen  Eric Clarys)
- 2004: 1. Runde (2:3-Niederlage gegen  John Walton)
- 2005: 2. Runde (1:3-Niederlage gegen  Vincent van der Voort)
- 2006: 1. Runde (2:3-Niederlage gegen  Per Laursen)
- 2007: Viertelfinale (4:5-Niederlage gegen  Mervyn King)
- 2013: 1. Runde (1:3-Niederlage gegen Geert De Vos)
- 2014: Viertelfinale (2:5-Niederlage gegen  Robbie Green)

### PDC
- 2008: Achtelfinale (3:4-Niederlage gegen  Adrian Lewis)
- 2009: 2. Runde (1:4-Niederlage gegen  James Wade)
- 2010: 1. Runde (1:3-Niederlage gegen  Brendan Dolan)
- 2011: 1. Runde (0:3-Niederlage gegen  Adrian Lewis)

## Turniererfolge
- British Open: 2002
- Dutch Open: 2005
- Swedish Open: 2005 & 2006
- Norway Open: 2006 & 2007
- German Gold Cup: 2007
- Scottish Open: 2012